# Carlo Parola
Carlo Parola (Turín, provincia de Turín, Italia, 20 de septiembre de 1921-Turín, provincia de Turín, Italia, 22 de marzo de 2000) fue un futbolista y director técnico italiano. Se desempeñaba en la posición de defensa.

## Trayectoria
Fue formado en las divisiones inferiores de la Juventus, debutando con el primer equipo con 18 años en la Serie A. Disputó en total unos 311 partidos con la vecchia signora. Luego pasó a la S. S. Lazio, en donde también ejerció la labor de entrenador. Vistió la camiseta de la selección italiana en 10 ocasiones.
Tras quince temporadas con el cuadro de Turín, acabó su carrera como jugador en 1955 en la Lazio. Tras una experiencia de tres años como técnico del Anconitana, después de un tiempo volvió a la Juventus como entrenador en 1960, ganando el scudetto con El Trío Mágico.
Tras dirigir también al Livorno y el Novara Calcio, volvió a Turín en 1974, a solicitud de su excompañero, y por entonces presidente de la Juve, Giampiero Boniperti, donde conquistó el scudetto hasta 1976. Tras ejercer como ojeador de jugadores para el club turinés, falleció en el año 2000, a los 78 años, tras una penosa enfermedad.
Parola se hizo conocido sobre todo por la rovesciata, jugada de fútbol conocida en español como «chilena» o «chalaca», que realizó frecuentemente en el fútbol italiano. La primera vez que Parola ejecutó esta jugada fue el 15 de enero de 1950, en el partido entre Fiorentina y Juventus:

[...] Parte un lancio di Magli verso Pandolfini. Egisto scatta, tra lui ed il portiere c'è solo Carlo Parola; l'attaccante sente di potercela fare ma il difensore non gli dà il tempo di agire. Uno stacco imperioso, un volo in cielo, una respinta in uno stile unico. Un'ovazione accompagna la prodezza di Parola.
Corrado Banchi, periodista y fotógrafo.

## Selección nacional
Fue internacional con la selección de fútbol de Italia en 10 ocasiones. Debutó el 11 de noviembre de 1945, en un encuentro ante la selección de Suiza que finalizó con marcador de 4-4.

### Participaciones en Copas del Mundo
| Mundial                        | Sede   | Resultado    |
| ------------------------------ | ------ | ------------ |
| Copa Mundial de Fútbol de 1950 | Brasil | Primera fase |

## Clubes

### Como futbolista
| Club           | País   | Año         |
| -------------- | ------ | ----------- |
| Juventus F. C. | Italia | 1939 - 1954 |
| S. S. Lazio    | Italia | 1954 - 1955 |

### Como entrenador
| Club             | País   | Año         |
| ---------------- | ------ | ----------- |
| A. C. Anconitana | Italia | 1956 - 1958 |
| Juventus F. C.   | Italia | 1961 - 1962 |
| A. C. Prato      | Italia | 1962 - 1963 |
| A. S. Livorno    | Italia | 1965 - 1967 |
| S. S. C. Napoli  | Italia | 1968 - 1969 |
| Novara Calcio    | Italia | 1969 - 1974 |
| Juventus F. C.   | Italia | 1974 - 1976 |

## Palmarés

### Como futbolista

#### Campeonatos nacionales
| Título      | Club           | País   | Año     |
| ----------- | -------------- | ------ | ------- |
| Copa Italia | Juventus F. C. | Italia | 1941-42 |
| Serie A     | Juventus F. C. | Italia | 1949-50 |
| Serie A     | Juventus F. C. | Italia | 1951-52 |

### Como entrenador

#### Campeonatos nacionales
| Título  | Club           | País   | Año     |
| ------- | -------------- | ------ | ------- |
| Serie A | Juventus F. C. | Italia | 1959-60 |
| Serie A | Juventus F. C. | Italia | 1960-61 |
| Serie A | Juventus F. C. | Italia | 1974-75 |